# トラヴェルセッラ
トラヴェルセッラ（伊: Traversella）は、イタリア共和国ピエモンテ州トリノ県にある、人口約300人の基礎自治体（コムーネ）。

## 地理

### 位置・広がり

#### 隣接コムーネ
隣接するコムーネは以下の通り。括弧内のAOはヴァッレ・ダオスタ州所属を示す。
- ブロッソ
- カステルヌオーヴォ・ニグラ
- ドンナス (AO)
- フラッシネット
- イングリア
- ポンボーゼ (AO)
- クインチネット
- ロンコ・カナヴェーゼ
- タヴァニャスコ
- ヴァルキウーザ
- ヴァルプラート・ソアーナ

## 行政

### 分離集落
トラヴェルセッラには、以下の分離集落（フラツィオーネ）がある。
- Chiara, Cappia, Succinto, Delpizzen, Cantoncello, Fondo, Tallorno